# Neolophonotus ausensis
Neolophonotus ausensis là một loài ruồi trong họ Asilidae. Neolophonotus ausensis được Londt miêu tả năm 1985. Loài này phân bố ở vùng nhiệt đới châu Phi.